# 10e étape du Tour de France 2022
Pour un article plus général, voir Tour de France 2022.
La 10e étape du Tour de France 2022 se déroule le mardi 12 juillet 2022 entre Morzine et Megève, sur une distance de 148,1 kilomètres.

## Parcours

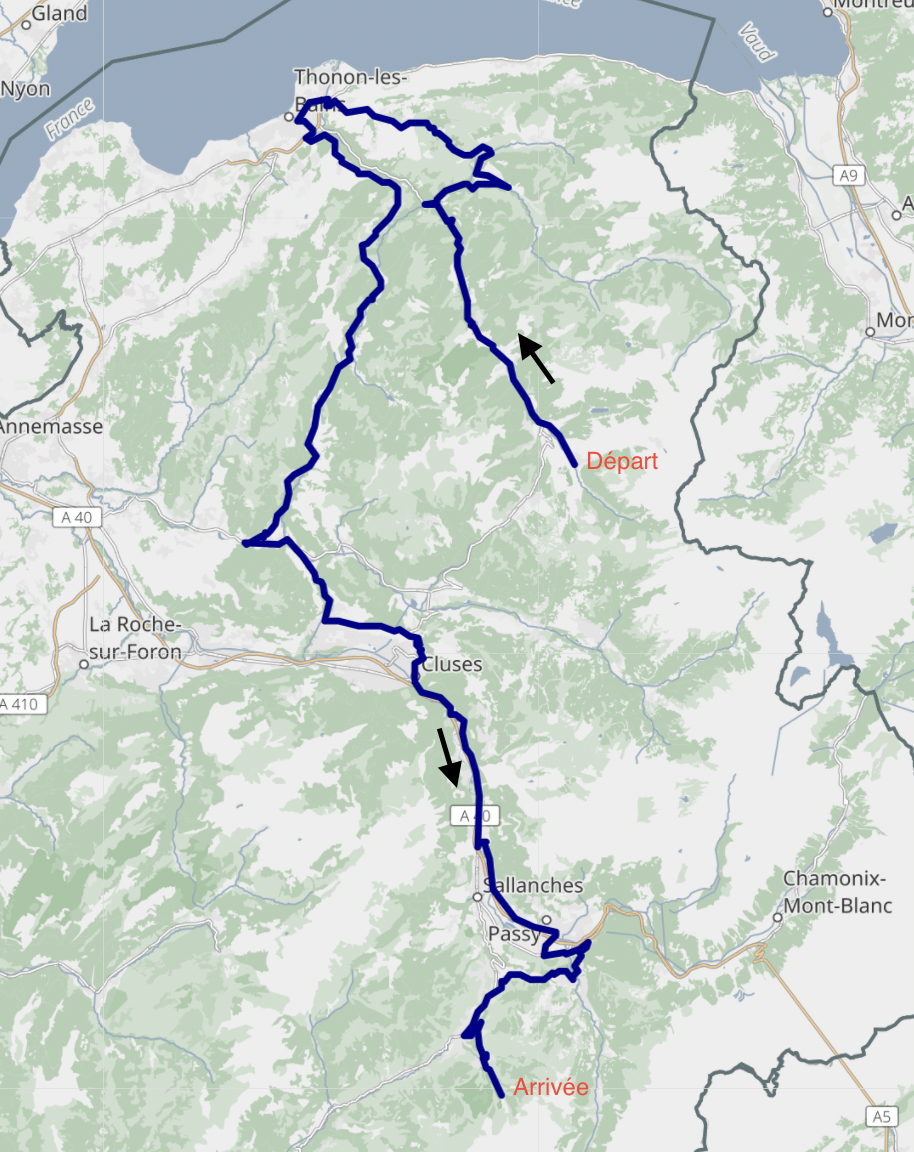
[http://umap.openstreetmap.fr/fr/map/tour-de-france-2022-10e-etape_774411 Le parcours en version dynamique

Au départ de Morzine, au cœur des Portes du Soleil, l'itinéraire prend la direction du nord, en direction de Thonon-les-Bains, par la vallée de la Dranse et la côte de Chevenoz (2,2 km à 2,9 %, 4e catégorie). Les coureurs retrouvent le Lac Léman après les deux jours passés en Suisse. Le parcours passe par la vallée verte, le col de Jambaz (6,7 km à 3,8 %, 4e catégorie) et la côte de Châtillon-sur-Cluses (4,5 km à 3,9 %, 4e catégorie). Après la descente sur Cluses, l'itinéraire remonte la vallée de l'Arve, jusqu'à Passy-Marlioz (sprint intermédiaire, km 123,8). La longue montée vers l'altiport de Megève (19,2 km à 4,1 %, 2e catégorie) s'effectue depuis Saint-Gervais-les-Bains. Une fois le centre-ville de Megève passé, il reste plus de six kilomètres jusqu'au sommet et neuf kilomètres jusqu'à l'arrivée.
La victoire d'étape est propice à un membre de l'échappée.

## Déroulement de la course
Le départ réel est retardé en raison d'un problème mécanique du Néerlandais Dylan Groenewegen (BikeExchange Jayco) et d'un problème de chaussures pour le Français Benjamin Thomas (Cofidis). Prévu à Saint-Jean-d'Aulps, il est finalement donné au pied du Biot.
Au sommet de la côte de Chevenoz (2,2 km à 2,9 %, 4e catégorie), le Français Pierre Latour (TotalEnergies) précède le peloton. Plusieurs coureurs tentent de prendre l'échappée, mais ils sont repris à chaque fois. Seul le Français Alexis Gougeard (B&B Hotels-KTM) parvient à prendre un avantage de plus de trente secondes sur le peloton, mais il est rattrapé peu après Thonon-les-Bains.
Au pied du col de Jambaz (6,7 km à 3,8 %, 4e catégorie), une échappée fleuve se constitue avec vingt-six coureurs : 
Lennard Kämna (Bora-Hansgrohe), 
Georg Zimmermann (Intermarché-Wanty-Gobert Matériaux),
Matteo Jorgenson et Andreas Leknessund (DSM),  
Quinn Simmons et Mads Pedersen (Trek-Segafredo),
Simon Clarke (Israel-Premier Tech), 
Nick Schultz et Jack Bauer (BikeExchange Jayco), Philippe Gilbert (Lotto-Soudal), 
Guillaume Van Keirsbulck et Kristian Sbaragli (Alpecin-Deceuninck), 
Connor Swift et Hugo Hofstetter (Arkéa-Samsic), Fred Wright et Luis León Sánchez (Bahrain Victorious), Magnus Cort Nielsen et Alberto Bettiol (EF Education-EasyPost), Ion Izagirre et Benjamin Thomas (Cofidis), Christophe Laporte (Jumbo-Visma), Pierre Rolland (B&B Hotels-KTM), Filippo Ganna et Dylan Van Baarle (Ineos Grenadiers), Simone Velasco (Astana Qazaqstan) et Edvald Boasson Hagen (TotalEnergies).
Au sommet, Rolland passe en tête devant Kämna, avec plus de trois minutes d'avance sur le peloton. Au sommet de la côte de Châtillon-sur-Cluses (4,5 km à 3,9 %, 4e catégorie), Rolland récidive ; le peloton compte un débours de six minutes et trente secondes. Dans la vallée de l'Arve, Alberto Bettiol part en solitaire.
Sur la route de Sallanches, des manifestants pour le climat bloquent la route, l'étape est neutralisée pendant douze minutes. Les coureurs repartent avec les mêmes écarts qui précédaient l'évènement. Faisant en sorte de ne pas se refroidir, Bettiol parvient à doubler la mise sur l'échappée qui repart à froid, passant d'un écart d'une vingtaine à une quarantaine de secondes. Au sprint intermédiaire de Passy-Marlioz (km 123,8), Alberto Bettiol passe en tête avec vingt-cinq secondes d'avance sur l'échappée, dans lequel Christophe Laporte récupère les points au classement du maillot vert, et neuf minutes et trente secondes sur le peloton.
Dans la montée finale vers l'altiport de Megève (19,2 km à 4,1 %, 2e catégorie), l'écart entre Bettiol et le reste de l'échappée stagne aux alentours des trente secondes. Placé à huit minutes et quarante-trois secondes au classement général, Lennard Kämna est virtuellement maillot jaune. Le coureur italien de EF Education-EasyPost est repris puis distancé à sept kilomètres de la ligne d'arrivée. Luis León Sánchez s'isole à l'avant, il passe au sommet et est repris dans la foulée. Alors, c'est un groupe d'une dizaine de coureurs qui entrent dans l'altiport pour se disputer la victoire d'étape. Benjamin Thomas lance le sprint, Nick Schultz et Magnus Cort Nielsen s'affirment comme les deux coureurs les plus puissants. La victoire d'étape se décide à la photo-finish ; entre les deux coureurs, c'est le Danois, porteur du maillot à pois en première semaine du Tour, qui s'impose sur les hauteurs de Megève.
Au niveau des différents classements, le Slovène Tadej Pogačar (UAE Emirates) conserve les maillots blanc et jaune (finalement, Kämna termine deuxième du classement général, à onze secondes). Le Belge Wout van Aert (Jumbo-Visma) garde le maillot vert et l'Allemand Simon Geschke (Cofidis) le maillot à pois. L'équipe Ineos Grenadiers reste à la première place du classement par équipes.

## Résultats

### Classement de l'étape
| Classement de la 10e étape | Classement de la 10e étape | Classement de la 10e étape | Classement de la 10e étape         | Classement de la 10e étape |
|                            | Coureur                    | Pays                       | Équipe                             | Temps                      |
| -------------------------- | -------------------------- | -------------------------- | ---------------------------------- | -------------------------- |
| 1er                        | Magnus Cort Nielsen        | Danemark                   | EF Education-EasyPost              | en 3 h 18 min 50 s         |
| 2e                         | Nick Schultz               | Australie                  | BikeExchange Jayco                 | + 0 s                      |
| 3e                         | Luis León Sánchez          | Espagne                    | Bahrain Victorious                 | + 7 s                      |
| 4e                         | Matteo Jorgenson           | États-Unis                 | Movistar                           | + 8 s                      |
| 5e                         | Dylan van Baarle           | Pays-Bas                   | Ineos Grenadiers                   | + 10 s                     |
| 6e                         | Georg Zimmermann           | Allemagne                  | Intermarché-Wanty-Gobert Matériaux | + 15 s                     |
| 7e                         | Benjamin Thomas            | France                     | Cofidis                            | + 18 s                     |
| 8e                         | Andreas Leknessund         | Norvège                    | Team DSM                           | + 20 s                     |
| 9e                         | Fred Wright                | Grande-Bretagne            | Bahrain Victorious                 | + 22 s                     |
| 10e                        | Lennard Kämna              | Allemagne                  | Bora-Hansgrohe                     | + 22 s                     |
| modifier                   |                            |                            |                                    |                            |

### Bonifications en temps
|   | Coureur             | Pays      | Équipe                | Secondes |
| - | ------------------- | --------- | --------------------- | -------- |
| 1 | Magnus Cort Nielsen | Danemark  | EF Education-EasyPost | 10 s     |
| 2 | Nick Schultz        | Australie | BikeExchange Jayco    | 6 s      |
| 3 | Luis León Sánchez   | Espagne   | Bahrain Victorious    | 4 s      |

### Points attribués
| Sprint intermédiaire Passy-Marlioz (km 123,8) | Sprint intermédiaire Passy-Marlioz (km 123,8) | Sprint intermédiaire Passy-Marlioz (km 123,8) | Sprint intermédiaire Passy-Marlioz (km 123,8) | Sprint intermédiaire Passy-Marlioz (km 123,8) |
| --------------------------------------------- | --------------------------------------------- | --------------------------------------------- | --------------------------------------------- | --------------------------------------------- |
|                                               | Coureur                                       | Pays                                          | Équipe                                        | Point(s)                                      |
| 1er                                           | Alberto Bettiol                               | Italie                                        | EF Education-EasyPost                         | 20                                            |
| 2e                                            | Christophe Laporte                            | France                                        | Jumbo-Visma                                   | 17                                            |
| 3e                                            | Jack Bauer                                    | Nouvelle-Zélande                              | BikeExchange Jayco                            | 15                                            |
| 4e                                            | Magnus Cort Nielsen                           | Danemark                                      | EF Education-EasyPost                         | 13                                            |
| 5e                                            | Matteo Jorgenson                              | États-Unis                                    | Movistar                                      | 11                                            |
| 6e                                            | Benjamin Thomas                               | France                                        | Cofidis                                       | 10                                            |
| 7e                                            | Lennard Kämna                                 | Allemagne                                     | Bora-Hansgrohe                                | 9                                             |
| 8e                                            | Nick Schultz                                  | Australie                                     | BikeExchange Jayco                            | 8                                             |
| 9e                                            | Edvald Boasson Hagen                          | Norvège                                       | TotalEnergies                                 | 7                                             |
| 10e                                           | Luis León Sánchez                             | Espagne                                       | Bahrain Victorious                            | 6                                             |
| 11e                                           | Simon Clarke                                  | Australie                                     | Israel-Premier Tech                           | 5                                             |
| 12e                                           | Fred Wright                                   | Grande-Bretagne                               | Bahrain Victorious                            | 4                                             |
| 13e                                           | Dylan van Baarle                              | Pays-Bas                                      | Ineos Grenadiers                              | 3                                             |
| 14e                                           | Mads Pedersen                                 | Danemark                                      | Trek-Segafredo                                | 2                                             |
| 15e                                           | Quinn Simmons                                 | États-Unis                                    | Trek-Segafredo                                | 1                                             |
| modifier                                      |                                               |                                               |                                               |                                               |

| Arrivée d'étape Megève (km 148,1) | Arrivée d'étape Megève (km 148,1) | Arrivée d'étape Megève (km 148,1) | Arrivée d'étape Megève (km 148,1)  | Arrivée d'étape Megève (km 148,1) |
| --------------------------------- | --------------------------------- | --------------------------------- | ---------------------------------- | --------------------------------- |
|                                   | Coureur                           | Pays                              | Équipe                             | Point(s)                          |
| 1er                               | Magnus Cort Nielsen               | Danemark                          | EF Education-EasyPost              | 30                                |
| 2e                                | Nick Schultz                      | Australie                         | BikeExchange Jayco                 | 25                                |
| 3e                                | Luis León Sánchez                 | Espagne                           | Bahrain Victorious                 | 22                                |
| 4e                                | Matteo Jorgenson                  | États-Unis                        | Movistar                           | 19                                |
| 5e                                | Dylan van Baarle                  | Pays-Bas                          | Ineos Grenadiers                   | 17                                |
| 6e                                | Georg Zimmermann                  | Allemagne                         | Intermarché-Wanty-Gobert Matériaux | 15                                |
| 7e                                | Benjamin Thomas                   | France                            | Cofidis                            | 13                                |
| 8e                                | Andreas Leknessund                | Norvège                           | Team DSM                           | 11                                |
| 9e                                | Fred Wright                       | Grande-Bretagne                   | Bahrain Victorious                 | 9                                 |
| 10e                               | Lennard Kämna                     | Allemagne                         | Bora-Hansgrohe                     | 7                                 |
| 11e                               | Quinn Simmons                     | États-Unis                        | Trek-Segafredo                     | 6                                 |
| 12e                               | Simone Velasco                    | Italie                            | Astana Qazaqstan                   | 5                                 |
| 13e                               | Edvald Boasson Hagen              | Norvège                           | TotalEnergies                      | 4                                 |
| 14e                               | Connor Swift                      | Grande-Bretagne                   | Arkéa-Samsic                       | 3                                 |
| 15e                               | Ion Izagirre                      | Espagne                           | Cofidis                            | 2                                 |
| modifier                          |                                   |                                   |                                    |                                   |

### Cols et côtes
| Côte de Chevenoz (km 24,1) 4e catégorie (2,2 km à 2,9 %) | Côte de Chevenoz (km 24,1) 4e catégorie (2,2 km à 2,9 %) | Côte de Chevenoz (km 24,1) 4e catégorie (2,2 km à 2,9 %) | Côte de Chevenoz (km 24,1) 4e catégorie (2,2 km à 2,9 %) | Côte de Chevenoz (km 24,1) 4e catégorie (2,2 km à 2,9 %) |
| -------------------------------------------------------- | -------------------------------------------------------- | -------------------------------------------------------- | -------------------------------------------------------- | -------------------------------------------------------- |
|                                                          | Coureur                                                  | Pays                                                     | Équipe                                                   | Point(s)                                                 |
| 1er                                                      | Pierre Latour                                            | France                                                   | TotalEnergies                                            | 1                                                        |
| modifier                                                 |                                                          |                                                          |                                                          |                                                          |

| Col de Jambaz (km 69,2) 3e catégorie (6,7 km à 3,8 %) | Col de Jambaz (km 69,2) 3e catégorie (6,7 km à 3,8 %) | Col de Jambaz (km 69,2) 3e catégorie (6,7 km à 3,8 %) | Col de Jambaz (km 69,2) 3e catégorie (6,7 km à 3,8 %) | Col de Jambaz (km 69,2) 3e catégorie (6,7 km à 3,8 %) |
| ----------------------------------------------------- | ----------------------------------------------------- | ----------------------------------------------------- | ----------------------------------------------------- | ----------------------------------------------------- |
|                                                       | Coureur                                               | Pays                                                  | Équipe                                                | Point(s)                                              |
| 1er                                                   | Pierre Rolland                                        | France                                                | B&B Hotels-KTM                                        | 2                                                     |
| 2e                                                    | Lennard Kämna                                         | Allemagne                                             | Bora-Hansgrohe                                        | 1                                                     |
| modifier                                              |                                                       |                                                       |                                                       |                                                       |

| Côte de Châtillon-sur-Cluses (km 97,3) 4e catégorie (4,5 km à 3,9 %) | Côte de Châtillon-sur-Cluses (km 97,3) 4e catégorie (4,5 km à 3,9 %) | Côte de Châtillon-sur-Cluses (km 97,3) 4e catégorie (4,5 km à 3,9 %) | Côte de Châtillon-sur-Cluses (km 97,3) 4e catégorie (4,5 km à 3,9 %) | Côte de Châtillon-sur-Cluses (km 97,3) 4e catégorie (4,5 km à 3,9 %) |
| -------------------------------------------------------------------- | -------------------------------------------------------------------- | -------------------------------------------------------------------- | -------------------------------------------------------------------- | -------------------------------------------------------------------- |
|                                                                      | Coureur                                                              | Pays                                                                 | Équipe                                                               | Point(s)                                                             |
| 1er                                                                  | Pierre Rolland                                                       | France                                                               | B&B Hotels-KTM                                                       | 1                                                                    |
| modifier                                                             |                                                                      |                                                                      |                                                                      |                                                                      |

| Montée de l'altiport de Megève (km 145,9) 2e catégorie (19,2 km à 4,1 %) | Montée de l'altiport de Megève (km 145,9) 2e catégorie (19,2 km à 4,1 %) | Montée de l'altiport de Megève (km 145,9) 2e catégorie (19,2 km à 4,1 %) | Montée de l'altiport de Megève (km 145,9) 2e catégorie (19,2 km à 4,1 %) | Montée de l'altiport de Megève (km 145,9) 2e catégorie (19,2 km à 4,1 %) |
| ------------------------------------------------------------------------ | ------------------------------------------------------------------------ | ------------------------------------------------------------------------ | ------------------------------------------------------------------------ | ------------------------------------------------------------------------ |
|                                                                          | Coureur                                                                  | Pays                                                                     | Équipe                                                                   | Point(s)                                                                 |
| 1er                                                                      | Luis León Sánchez                                                        | Espagne                                                                  | Bahrain Victorious                                                       | 5                                                                        |
| 2e                                                                       | Nick Schultz                                                             | Australie                                                                | BikeExchange Jayco                                                       | 3                                                                        |
| 3e                                                                       | Matteo Jorgenson                                                         | États-Unis                                                               | Movistar                                                                 | 2                                                                        |
| 4e                                                                       | Dylan van Baarle                                                         | Pays-Bas                                                                 | Ineos Grenadiers                                                         | 1                                                                        |
| modifier                                                                 |                                                                          |                                                                          |                                                                          |                                                                          |

### Prix de la combativité
- Alberto Bettiol (EF Education-EasyPost)

## Classements à l'issue de l'étape

### Classement général
| Classement général | Classement général | Classement général | Classement général | Classement général  |
|                    | Coureur            | Pays               | Équipe             | Temps               |
| ------------------ | ------------------ | ------------------ | ------------------ | ------------------- |
| 1er                | Tadej Pogačar      | Slovénie           | UAE Team Emirates  | en 37 h 11 min 28 s |
| 2e                 | Lennard Kämna      | Allemagne          | Bora-Hansgrohe     | + 11 s              |
| 3e                 | Jonas Vingegaard   | Danemark           | Jumbo-Visma        | + 39 s              |
| 4e                 | Geraint Thomas     | Grande-Bretagne    | Ineos Grenadiers   | + 1 min 17 s        |
| 5e                 | Adam Yates         | Grande-Bretagne    | Ineos Grenadiers   | + 1 min 25 s        |
| 6e                 | David Gaudu        | France             | Groupama-FDJ       | + 1 min 38 s        |
| 7e                 | Romain Bardet      | France             | Team DSM           | + 1 min 39 s        |
| 8e                 | Tom Pidcock        | Grande-Bretagne    | Ineos Grenadiers   | + 1 min 46 s        |
| 9e                 | Enric Mas          | Espagne            | Movistar           | + 1 min 50 s        |
| 10e                | Luis León Sánchez  | Espagne            | Bahrain Victorious | + 1 min 50 s        |
| modifier           |                    |                    |                    |                     |

| Classement par points | Classement par points | Classement par points | Classement par points   | Classement par points |
| --------------------- | --------------------- | --------------------- | ----------------------- | --------------------- |
|                       | Coureur               | Pays                  | Équipe                  | Point(s)              |
| 1er                   | Wout van Aert         | Belgique              | Jumbo-Visma             | 284 points            |
| 2e                    | Fabio Jakobsen        | Pays-Bas              | Quick-Step Alpha Vinyl  | 149 pts               |
| 3e                    | Tadej Pogačar         | Slovénie              | UAE Team Emirates       | 139 pts               |
| 4e                    | Magnus Cort Nielsen   | Danemark              | EF Education-EasyPost   | 129 pts               |
| 5e                    | Christophe Laporte    | France                | Jumbo-Visma             | 114 pts               |
| 6e                    | Jasper Philipsen      | Belgique              | Alpecin-Deceuninck      | 102 pts               |
| 7e                    | Peter Sagan           | Slovaquie             | TotalEnergies           | 86 pts                |
| 8e                    | Simon Clarke          | Australie             | Israel-Premier Tech     | 72 pts                |
| 9e                    | Michael Matthews      | Australie             | Team BikeExchange-Jayco | 68 pts                |
| 10e                   | Jonas Vingegaard      | Danemark              | Jumbo-Visma             | 66 pts                |
| modifier              |                       |                       |                         |                       |

| Classement du meilleur grimpeur | Classement du meilleur grimpeur | Classement du meilleur grimpeur | Classement du meilleur grimpeur | Classement du meilleur grimpeur |
| ------------------------------- | ------------------------------- | ------------------------------- | ------------------------------- | ------------------------------- |
|                                 | Coureur                         | Pays                            | Équipe                          | Point(s)                        |
| 1er                             | Simon Geschke                   | Allemagne                       | Cofidis                         | 19 points                       |
| 2e                              | Bob Jungels                     | Luxembourg                      | AG2R Citroën                    | 18 pts                          |
| 3e                              | Thibaut Pinot                   | France                          | Groupama-FDJ                    | 14 pts                          |
| 4e                              | Magnus Cort Nielsen             | Danemark                        | EF Education-EasyPost           | 11 pts                          |
| 5e                              | Tadej Pogačar                   | Slovénie                        | UAE Team Emirates               | 10 pts                          |
| 6e                              | Pierre Latour                   | France                          | TotalEnergies                   | 8 pts                           |
| 7e                              | Jonas Vingegaard                | Danemark                        | Jumbo-Visma                     | 8 pts                           |
| 8e                              | Carlos Verona                   | Espagne                         | Movistar                        | 7 pts                           |
| 9e                              | Lennard Kämna                   | Allemagne                       | Bora-Hansgrohe                  | 6 pts                           |
| 10e                             | Primož Roglič                   | Slovénie                        | Jumbo-Visma                     | 6 pts                           |
| modifier                        |                                 |                                 |                                 |                                 |

| Classement général du meilleur jeune | Classement général du meilleur jeune | Classement général du meilleur jeune | Classement général du meilleur jeune | Classement général du meilleur jeune |
|                                      | Coureur                              | Pays                                 | Équipe                               | Temps                                |
| ------------------------------------ | ------------------------------------ | ------------------------------------ | ------------------------------------ | ------------------------------------ |
| 1er                                  | Tadej Pogačar                        | Slovénie                             | UAE Team Emirates                    | en 37 h 11 min 28 s                  |
| 2e                                   | Tom Pidcock                          | Grande-Bretagne                      | Ineos Grenadiers                     | + 1 min 46 s                         |
| 3e                                   | Brandon McNulty                      | États-Unis                           | UAE Team Emirates                    | + 7 min 36 s                         |
| 4e                                   | Matteo Jorgenson                     | États-Unis                           | Movistar                             | + 19 min 22 s                        |
| 5e                                   | Andreas Leknessund                   | Norvège                              | Team DSM                             | + 21 min 29 s                        |
| 6e                                   | Kevin Geniets                        | Luxembourg                           | Groupama-FDJ                         | + 34 min 14 s                        |
| 7e                                   | Georg Zimmermann                     | Allemagne                            | Intermarché-Wanty-Gobert Matériaux   | + 34 min 35 s                        |
| 8e                                   | Fred Wright                          | Grande-Bretagne                      | Bahrain Victorious                   | + 44 min 28 s                        |
| 9e                                   | Michael Storer                       | Australie                            | Groupama-FDJ                         | + 49 min 1 s                         |
| 10e                                  | Matis Louvel                         | France                               | Arkéa-Samsic                         | + 54 min 58 s                        |
| modifier                             |                                      |                                      |                                      |                                      |

| Classement par équipes | Classement par équipes | Classement par équipes | Classement par équipes |
|                        | Équipe                 | Pays                   | Temps                  |
| ---------------------- | ---------------------- | ---------------------- | ---------------------- |
| 1re                    | Ineos Grenadiers       | Grande-Bretagne        | en 111 h 29 min 14 s   |
| 2e                     | Jumbo-Visma            | Pays-Bas               | + 9 min 48 s           |
| 3e                     | Bora-Hansgrohe         | Allemagne              | + 13 min 9 s           |
| 4e                     | UAE Team Emirates      | Émirats arabes unis    | + 19 min 55 s          |
| 5e                     | Groupama-FDJ           | France                 | + 20 min 0 s           |
| 6e                     | Bahrain Victorious     | Bahreïn                | + 22 min 48 s          |
| 7e                     | EF Education-EasyPost  | États-Unis             | + 27 min 44 s          |
| 8e                     | Movistar               | Espagne                | + 38 min 54 s          |
| 9e                     | Arkéa-Samsic           | France                 | + 40 min 46 s          |
| 10e                    | Cofidis                | France                 | + 41 min 28 s          |
| modifier               |                        |                        |                        |

## Abandons
Quatre coureurs quittent le Tour lors de la 10e étape :
- George Bennett (UAE Team Emirates) : non partant, test positif à la Covid-19[3]
- Luke Durbridge (BikeExchange Jayco) : non partant, test positif à la Covid-19[4]
- Ben O'Connor (AG2R Citroën) : non partant[5]
- Alexis Vuillermoz (TotalEnergies) : non partant[6]